# اولیور جفرز

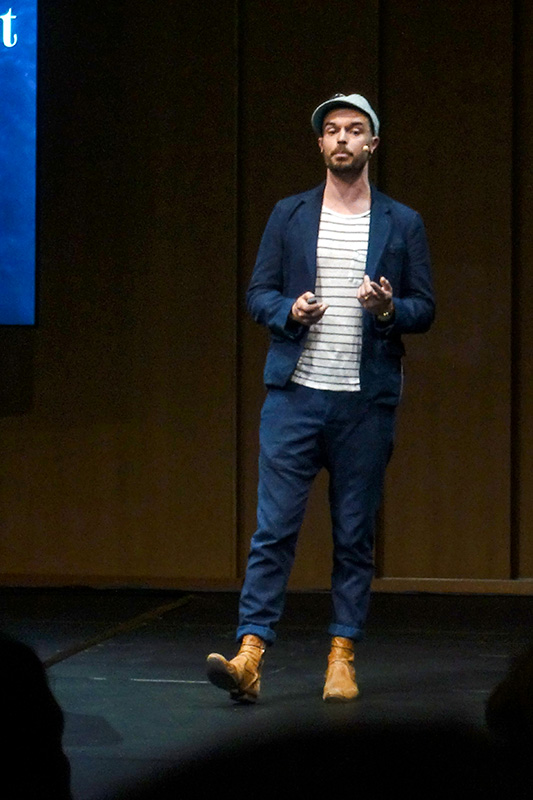
اولیر جفرز در تایپوبرلین در سال ۲۰۱۷

اولیور جفرز (متولد ۱۹۷۷) هنرمند ایرلند شمالی، نویسنده و تصویرگر است که در حال حاضر در بروکلین زندگی می‌کند. تحصیلات متوسطه در Hazelwood کالج به پایان برد و سپس در رشتهٔ ارتباطات بصری از دانشگاه اُلستر در سال ۲۰۰۱ فارغ‌التحصیل شد.

## زندگی و کار
وی کار خود را از نقاشی فیگوراتیو و تصویرسازی و تصویرگری کتاب شروع کرده‌است و آثار وی در نیویورک و موزه بروکلین، برلین و دوبلین و لندن و سیدنی و واشینگتن دی سی و در بلفاست به نمایش گذاشته شده.
بیشتر محبوبیت او به‌طور گسترده برای تصویرگری کتاب‌های خود برای کودکان می‌باشد که توسط نشر هارپر کالینز انگلیس و پنگوئن منتشر شده. کتاب چگونه یک ستاره بگیرم منتشر شده در سال ۲۰۰۴ که مورد تحسین منتقدان قرار گرفت و کتاب گم شده و پیدا شده (۲۰۰۵) برنده طلایی ۲۰۰۶ نستله، جایزه کتاب اسمارتیز و جایزه کتاب بلوپیتر سال ۲۰۰۶ و برنده مدال کیت گرین وییت جایزه ادبیات کودکان انگلیس همان سال شد. کتاب کتاب خوردن باورنکردنی یک پسربچه (۲۰۰۷) برنده کتاب سال کودکان از حایزه کتاب ایرلند شد. کتاب راه بازگشت به خانه در سپتامبر ۲۰۰۷ و موشک کاغذی بزرگ در سپتامبر ۲۰۰۸ منتشر شدند و کتاب‌های بادبادک و این گوزن مال من است هر دو در صدر لیست پرفروش ترین‌های نیویورک تایمز بودند. کتاب‌های اولیور جفرز به زبان‌های آلمانی و اسپانیایی و فرانسوی و فارسی و دیگر زبان‌های دنیا ترجمه شده‌است.
روزی که مداد شمعی‌ها دست از کار کشیدن در صدر لیست پرفروش ترین‌های نیویورک تایمز
سبک تصویرسازی اولیور جفرز تلفیقی از نقاشی آمیخته و ارائه آن برای داستان گویی و فضاسازی در ترکیب بندی می‌باشد. به عنوان یک تصویرگر آزاد تصویرسازی‌های متعددی برای مشتریانی از قبیل اورنج انگلستان، لاوازا، سونی پی اس پی، آر سی ای رکورد، استارباکس، یونایتد ایرلاینز، نیوزویک، سیمی، ایریش تایمز، مجله گاردین، کریتیو رویو، نیویورک تایمز، کیندر و تلگراف انجام داده است.
آثار هنری اولیور جفرز شامل نقاشی‌های فیگوراتیو که بر روی بوم یا اشیاء سه بعدی می‌باشد. تعادل بین فرم و محتوا با رسم تشابه‌های بین هنر و علوم و معادلات طرح‌های در نقاشی‌های رنگ روغن است.
الیور جفرز به عنوان بنیان‌گذار هنر جمعی او آی آر به همراه روری جفرز و و مک پریمو و دوک رایلی است که آثار آن‌ها شامل ۹ روز در بلفاست که به‌صورت کتاب منتشر و برنده جایزه سازه‌ها شده‌است.
در سال ۲۰۰۷ اولیور جفرز به عنوان تصویرگر رسمی روز جهانی کتاب شد
گم شده و پیدا شده اولین کتاب اولیور جفرز که توسط استودیو آکا لندن به انیمیشن تبدیل شد و در شب کریسمس سال ۲۰۰۸ در کانال ۴ و در استرالیا در شب کریسمس ۲۰۰۹ در کانال ABC1 و روز کریسمس ۲۰۰۹ در ABC3 پخش شد. انیمیشن گم شده و پیدا شده برنده بیش از ۴۰ جایزه بین‌المللی از جمله بافتا برای بهترین انیمیشن در سال ۲۰۰۹ شد.
در سال ۲۰۰۸ اولیور جفرز در لیست تایم به عنوان بهترین تصویرگران کتاب انتخاب شد.
در سال ۲۰۱۰ قلب و بطری به عنوان یک اپلیکیشن اپل توسط هارپر کالینز منتشر شد.
در سال ۲۰۱۲ اولیور جفرز تصویرسازی برای تبلیغ شکلات کیندر در تلویزیون انگلیس انجام داد.
در سال ۲۰۱۳ اولیور جفرز تصویرسازی کاور موسیقی (نقاشی از نلسون ماندلا) برای آهنگ "Ordinary Love" از گروه U2 انجام داد. همچنین اولیور جفرز با کمک مک پریمو کارگردانی ویدئو آهنگ "Ordinary Love" گروه u2 انجام داد.
در سال ۲۰۱۷ اولیور جفرز کتاب "ما اینجایم، یادداشت های برای زندگی بر روی سیاره زمین" را نویسندگی و تصویرگری کرد، یک کتاب مهیج کودکان که برای اولین بار در صدر فهرست نیورک تامیز قرار گرفت و برنده جایزه ۲۰۱۷ مجله تایم در رده کتاب‌های کودک و نوجوان شد.

## فهرست آثار

### به عنوان نویسنده و تصویرگر
- چگونه یک ستاره بگیرم (Philomel ژوئن ۲۰۰۴)
- گم شده و پیداشده (Philomel دسامبر ۲۰۰۵)
- کتاب خوردن باور نکردنی یک پسربچه (Philomel, 2006)
- راه بازگشت به خانه (Philomel, 2007)
- موشک کاغذی بزرگ (Philomel, 2008)
- قلب و بطری (Philomel, مارس ۲۰۱۰)
- بالا و پایین (Philomel دسامبر ۲۰۱۰)
- بادکنک (Philomel نوامبر ۲۰۱۱)
- این گوزن مال من است (Philomel نوامبر ۲۰۱۲)
- سری کتاب‌های لوبی‌ها (Philomel)
  - بلوز جدید/ ژاکت جدید (مارس ۲۰۱۲)
  - من نبودم! (ژانویه ۲۰۱۴)
  - عدد هیچ (Jul 2014)
  - کلمه های مخالف  (ژانویه ۲۰۱۶)
- روزی روزگاری الفبا: داستانی کوتاه برای تمام حروف (Philomel اکتبر ۲۰۱۴)
- ما اینجایم، یادداشت‌های برای زندگی بر روی سیاره زمین (Philomel نوامبر ۲۰۱۷)

### به عنوان تصویرگر
- نوحا بارلی‌واتر فرار می‌کند جان بوین (۲۰۱۰)
- پسر بچه‌ای که با پیراناها شنا کرد نوشته دیوید الموند (۲۰۱۲)
- اتفاق وحشتناکی که برای بارنابی بروکت رخ داد جان بوین (۲۰۱۳)
- روزی که مداد شمعی‌ها دست از کار کشیدن درو دی والت (۲۰۱۳)
- پنج نفر به دنبال قاچاقچیان نوشته انید بلایتون به مناسبت هفتادمین سالگرد (۲۰۱۳)
- تو لحظه‌ای در آنجا هستی و سپس می‌گذری نوشته جان بوین (۲۰۱۴)
- روزی که مداد شمعی‌ها به خانه بازگشتن درو دی والت (۲۰۱۵)
- فرد خیالاتی نوشته اُاین کالفر (۲۰۱۵)

### به عنوان طراح کاور
- وزن آب اثر سارا کروسان (۲۰۱۱)

### دیگر آثار
- بی ربط و بی موضوع – نگاره‌ها و نقاشی‌های اولیور جفرز منتشر شده توسط نشر جستالتن (۲۰۱۲)